# Pi-hole
Pi-hole — це мережевий застосунок для блокування реклами та інтернет-трекерів на рівні DNS, який працює під керуванням Linux . Він функціонує як DNS-пастка (DNS sinkhole) і за бажанням може виконувати роль DHCP-сервера. Pi-hole призначений для використання у межах приватної мережі .
Розроблений з урахуванням можливостей малопотужних вбудованих пристроїв із мережевими функціями, таких як Raspberry Pi,  проте може бути встановлений практично на будь-який комп’ютер з Linux. 
Pi-hole здатен блокувати як традиційну рекламу на вебсайтах, так і рекламу в нетипових місцях — зокрема на смарт-телевізорах та в операційних системах мобільних пристроїв.  Крім того, його можна налаштувати для блокування окремих вебресурсів або використання як засіб батьківського контролю.

## Історія
Проєкт Pi-hole заснував у 2014 році Джейкоб Салмела як відкриту альтернативу апаратному блокувальнику реклами AdTrap.  Ідея полягала у створенні DNS-фільтра, який би працював на недорогих пристроях на кшталт Raspberry Pi. Від цього й походить назва: поєднання «Pi» та «sinkhole» — пастки для небажаного трафіку.
З перших днів код був відкритим і розміщеним на GitHub, де до розробки долучилися волонтери з усього світу. Серед них — dschaper, DL6ER і PromoFaux,  які зробили значний внесок у створення інтерфейсу та ядра системи (FTLDNS). З 2015 року Pi-hole перетворився на популярне рішення для домашніх мереж, здатне блокувати не лише веб-рекламу, а й трекери на рівні пристроїв — від телевізорів до смартфонів.

## Особливості
Pi-hole використовує модифіковану версію dnsmasq, відому як FTLDNS,  а також інструменти cURL, lighttpd, PHP та вебінтерфейс AdminLTE,  щоб блокувати DNS-запити до відомих доменів, пов’язаних з рекламою та трекінгом. Програма працює як DNS-сервер у межах приватної мережі, замінюючи собою DNS-сервер від провайдера або маршрутизатора.
Pi-hole отримує списки рекламних і трекінгових доменів із попередньо налаштованих джерел, які користувач може змінювати. Коли якийсь пристрій у мережі намагається звернутися до одного з таких сайтів, Pi-hole перевіряє, чи є цей сайт у списку. Якщо є — він не дозволяє з’єднання, а натомість відправляє “пусту” відповідь. У результаті реклама просто не завантажується.

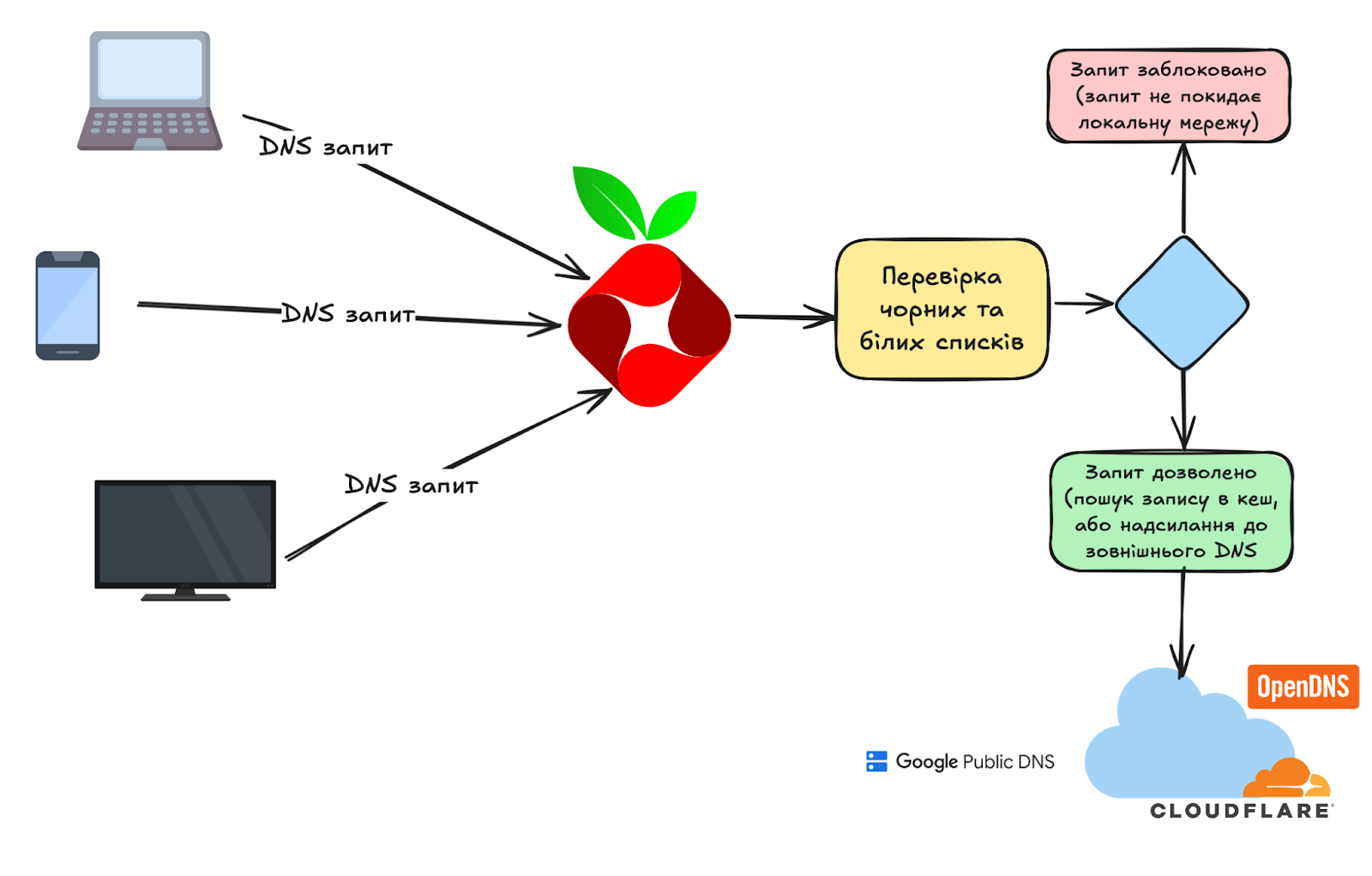
Принцип роботи Pi-hole

Оскільки Pi-hole блокує домени на рівні всієї мережі, він може прибирати рекламу не лише на сайтах — наприклад, банери на вебсторінках — але й у менш очевидних місцях: у застосунках на Android та iOS, на смарт‑телевізорах і навіть у деяких іграх або системних інтерфейсах. 
Якщо налаштувати Pi-hole разом із VPN-сервісом, він зможе блокувати рекламу й трекери навіть без спеціальних налаштувань маршрутизатора.  Будь-який пристрій, який підтримує VPN — смартфон, планшет чи ноутбук — зможе використовувати Pi-hole як фільтр реклами як у домашній мережі, так і в мобільному інтернеті.
Таке поєднання дозволяє розширити захист за межі локальної мережі — реклама та небажані з’єднання блокуються незалежно від того, де ви перебуваєте. Увесь трафік проходить через захищене VPN-з’єднання, що забезпечує додаткову конфіденційність та безпеку, особливо у відкритих чи ненадійних мережах.
Pi-hole дозволяє не лише автоматично блокувати рекламу, а й вручну обмежувати доступ до будь-яких сайтів — достатньо додати домен до списку блокування. Якщо ж через це певний сайт перестає працювати коректно, його домен можна внести до списку дозволених, і доступ буде відновлено.
Крім блокування реклами, Pi-hole також виступає як інструмент моніторингу мережі:  він показує, які пристрої надсилають DNS-запити, які саме сайти вони намагаються відвідати, і як часто. Це допомагає виявляти помилки в мережі або діагностувати проблеми з підключенням. 
Ще один плюс — підвищення безпеки. Pi-hole може блокувати небезпечні сайти, пов’язані з фішингом чи шкідливим програмним забезпеченням, знижуючи ризик зараження пристроїв у мережі. 
Також його можна налаштувати на роботу з DNS over HTTPS, тобто шифрувати DNS-запити для більшої конфіденційності. Це реалізується за допомогою окремого модуля від Cloudflare — cloudflared. 

## Відмінність від традиційних блокувальників реклами
Pi-hole працює подібно до мережевого екрану: він блокує рекламу та трекери для всіх пристроїв, підключених до однієї мережі. Це означає, що незалежно від того, чи ви користуєтесь телефоном, ноутбуком, телевізором або планшетом — фільтрація відбувається на рівні всієї мережі.
На відміну від традиційних блокувальників реклами, які встановлюються в браузері і діють лише на одному пристрої, Pi-hole працює незалежно від конкретного браузера чи операційної системи. Він блокує запити ще до того, як реклама встигне завантажитись, тож користувач навіть не бачить її. Це забезпечує стабільний, універсальний захист у всій мережі. 